# Muestra de cine andaluz y del Mediterráneo
La Muestra de cine andaluz y del Mediterráneo, también llamada Archidona Cinema es una muestra de cine celebrada anualmente desde 2004 en la ciudad malagueña de Archidona (España). Está dedicada, como su nombre indica, al cine de Andalucía y los países ribereños del Mediterráneo. El festival se desarrolla durante el mes de octubre en el antiguo Convento de Santo Domingo de Archidona, la sede de la Filmoteca de Andalucía en Córdoba, el Centro de Arte Contemporáneo de Málaga, el Instituto Cervantes de la ciudad marroquí de Tetuán, el cine América de la ciudad argentina de Santa Fe y los establecimientos de la fnac de Málaga, Marbella, Sevilla y Murcia.

## Palamarés
- Premio Archidona Cinema:
  - 2009: Chus Gutiérrez
  - 2008: Amparo Muñoz
  - 2007: Antonio P. Pérez
  - 2006: Vcitoria Mora
  - 2005: Germán Cobos

- Premio Linterna Mágica:
  - 2009: Fernando Villoria

- Premio RTVA:
  - 2009: Carlos Crepo
  - 2008: Kike Mesa

- Premio ASFAAN:
  - 2009: Mariano Peña
  - 2008: Pablo Puyol